# Eva Nowotny
Eva Nowotny (* 17. Februar 1944 in Wien) ist eine österreichische Diplomatin und war Botschafterin in Frankreich, im Vereinigten Königreich und den Vereinigten Staaten.

## Leben
Eva Nowotny studierte Geschichte an der Universität Wien und wurde 1968 zum Dr. phil promoviert. Nach einer vierjährigen Tätigkeit als Universitätsassistentin trat sie im März 1973 in den österreichischen diplomatischen Dienst ein. Nach Entsendungen nach Kairo und New York City, wo sie für die Österreichische Mission bei den Vereinten Nationen tätig war, kehrte sie nach Österreich zurück.
Von 1983 bis 1992 war Nowotny als außenpolitische Beraterin der Bundeskanzler Fred Sinowatz und Franz Vranitzky tätig. Danach arbeitete sie als österreichische Botschafterin in Frankreich (Februar 1992–April 1997) und im Vereinigten Königreich (1997–1999).
Im Dezember 1999 wurde sie – obschon SPÖ-nahe – unter ÖVP-Kanzler Wolfgang Schüssel und Außenministerin Benita Ferrero-Waldner Sektionsleiterin der integrations- und wirtschaftspolitischen Sektion im Bundesministerium für auswärtige Angelegenheiten (für EU-Integration).

Oktober 2003 bis Oktober 2008 war sie in Washington, D.C. als Botschafterin in den Vereinigten Staaten tätig. Nach ihrer Rückkehr nach Wien trat sie in den Ruhestand ein.

Zunächst für den Zeitraum 2009 bis 2012 wurde Eva Nowotny zur Präsidentin der Österreichischen UNESCO-Kommission bestellt. Nach Ablauf der ersten Amtsperiode wurde sie wieder bestellt. Zum 17. Februar 2018 übergab sie an Sabine Haag.
Weiters ist sie Vorstandsmitglied der Österreichischen Gesellschaft für Außenpolitik und die Vereinten Nationen (ÖGAVN), des Bruno Kreisky Forums sowie CARE Österreich. 2016 folgte sie dem Ruf des Lehrgangleiters Bernd Hermann und fungiert gemeinsam mit Gregor Woschnagg als Schirmherrin des Diplomlehrgangs Global Advancement Programme. Von März 2013 bis Februar 2023 war sie die Vorsitzende des Universitätsrats der Universität Wien.

## Persönliches
Eva Nowotny ist mit Thomas Nowotny, einem pensionierten Diplomaten, Autor und Vortragenden über Internationale Beziehungen, verheiratet. Sie hat eine Tochter und zwei Enkel.

## Auszeichnungen
- 2009: Großes Silbernes Ehrenzeichen mit dem Stern für Verdienste um die Republik Österreich[9][10]
- 2019: Ehrenkreuz für Wissenschaft und Kunst 1. Klasse